# Conference Carolinas
La Conference Carolinas, conocida antiguamente como Carolinas-Virginia Athletic Conference (CVAC), es una conferencia de la División II de la NCAA. Está formada por 13 universidades que compiten en 24 deportes (12 masculinos y 12 femeninos). Las universidades miembros se sitúan geográficamente en las Carolinas, además de en Georgia y Tennessee.

## Historia
La Conference Carolinas se formó el 6 de diciembre de 1930. como una asociación atlética "para favorecer a las pequeñas universidades de Carolina del Norte". Su primer nombre oficial fue el de North State Intercollegiate Conference pero fue conocida informalmente como Old North State Conference.
El lugar de nacimiento fue el Washington Duke Hotel en Durham, NC y los siete miembros fundadores fueron Appalachian, Atlantic Christian (hoy Barton College), Catawba, Guilford, Elon, High Point y Lenoir-Rhyne.

## Miembros

### Miembros actuales
| Institución                                   | Localización                     | Fundada | Tipo    | Alumnos | Apodo        | Colores | Año de unión    |
| --------------------------------------------- | -------------------------------- | ------- | ------- | ------- | ------------ | ------- | --------------- |
| Barton College                                | Wilson, Carolina del Norte       | 1902    | Privada | 1,200   | Bulldogs     |         | 1930–31         |
| Belmont Abbey College                         | Belmont, Carolina del Norte      | 1876    | Privada | 1,320   | Crusaders    |         | 1989–90         |
| Universidad Chowan                            | Murfreesboro, Carolina del Norte | 1848    | Privada | 1,316   | Hawks        |         | 2019–20*        |
| Universidad Converse                          | Spartanburg, Carolina del Sur    | 1889    | Privada | 1,389   | Valkyries    |         | 2007–08*        |
| Emmanuel College                              | Franklin Springs, Georgia        | 1919    | Privada | 760     | Lions        |         | 2014–15         |
| Erskine College                               | Due West, Carolina del Sur       | 1839    | Privada | 920     | Flying Fleet |         | 1995–96         |
| Universidad Francis Marion                    | Florence, Carolina del Sur       | 1970    | Pública | 4,187   | Patriots     |         | 2021–22         |
| Universidad King                              | Bristol, Tennessee               | 1867    | Privada | 1,800   | Tornado      |         | 2011–12         |
| Lees–McRae College                            | Banner Elk, Carolina del Norte   | 1899    | Privada | 800     | Bobcats      |         | 1993–94         |
| Universidad de Mount Olive                    | Mount Olive, Carolina del Norte  | 1951    | Privada | 2,500   | Trojans      |         | 1988–89         |
| Universidad North Greenville                  | Tigerville, Carolina del Sur     | 1891    | Privada | 2,100   | Crusaders    |         | 2011–12         |
| Universidad Southern Wesleyan                 | Central, Carolina del Sur        | 1906    | Privada | 2,000   | Warriors     |         | 2014–15         |
| Universidad de Carolina del Norte en Pembroke | Pembroke, Carolina del Norte     | 1887    | Pública | 7,698   | Braves       |         | 1976–77 2021–22 |

- De 2016 a 2019, Chowan fue miembro de los siguientes deportes:
  - 2016–2019: Golf (masc. y fem.), lacrosse (masc. y fem.), tenis (masc. y fem.)
  - 2017–2019: Fútbol (masc. y fem.), natación fem.
  - 2018–2019: Béisbol, natación masc.
- Universidad Converse – Institución exclusivamente para mujeres llamada Converse College antes de 2021–22. Se convirtió en mixto en 2021–22 y comenzó a practicar deportes masculinos en ese momento. De 2005 a 2007, Converse fue miembro de los siguientes deportes: campo a través, fútbol, tenis y voleibol.
- UNC Pembroke había sido miembro de la conferencia desde 1976 hasta 1992, cuando se conocía como Pembroke State University (Universidad Estatal de Pembroke).

### Antiguos miembros
| Institución                        | Localización                    | Fundada | Apodo        | Año de unión     | Año de abandono  | Conferencia actual          |
| ---------------------------------- | ------------------------------- | ------- | ------------ | ---------------- | ---------------- | --------------------------- |
| Universidad Anderson               | Anderson, Carolina del Sur      | 1911    | Trojans      | 1998-99          | 2009-10          | South Atlantic              |
| Universidad Estatal de Apalaches   | Boone, Carolina del Norte       | 1899    | Mountaineers | 1930-31          | 1967-68          | Sun Belt (NCAA D-I)         |
| Catawba College                    | Salisbury, Carolina del Norte   | 1851    | Indians      | 1930-31          | 1988-89          | South Atlantic              |
| Universidad Coker                  | Hartsville, Carolina del Sur    | 1908    | Cobras       | 1991-92          | 2012-13          | South Atlantic              |
| Universidad del Este de Carolina   | Greenville, Carolina del Norte  | 1907    | Pirates      | 1947-48          | 1961-62          | American (NCAA D-I)         |
| Universidad de Elon                | Elon, Carolina del Norte        | 1889    | Phoenix      | 1930-31          | 1988-89          | Coastal Athletic (NCAA D-I) |
| Guilford College                   | Greensboro, Carolina del Norte  | 1837    | Quakers      | 1930-31          | 1987-88          | Old Dominion (NCAA D-III)   |
| Universidad de High Point          | High Point, Carolina del Norte  | 1924    | Panthers     | 1930-31          | 1996-97          | Big South (NCAA D-I)        |
| Universidad Lenoir–Rhyne           | Hickory, Carolina del Norte     | 1891    | Bears        | 1930-31, 1984-85 | 1974-75, 1988-89 | South Atlantic              |
| Universidad Limestone              | Gaffney, Carolina del Sur       | 1845    | Saints       | 1998–99          | 2019–20          | Ninguna (cerrado en 2025)   |
| Universidad Longwood               | Farmville, Virginia             | 1839    | Lancers      | 1995-96          | 2002-03          | Big South (NCAA D-I)        |
| Universidad de Mars Hill           | Mars Hill, Carolina del Norte   | 1856    | Lions        | 1972-73, 1987-88 | 1975-76, 1988-89 | South Atlantic              |
| Newberry College                   | Newberry, Carolina del Sur      | 1856    | Wolves       | 1961-62          | 1971-72          | South Atlantic              |
| Universidad Pfeiffer               | Misenheimer, Carolina del Norte | 1885    | Falcons      | 1960–61          | 2016–17          | USA South (NCAA D-III)      |
| Presbyterian College               | Clinton, Carolina del Sur       | 1880    | Blue Hose    | 1965-66          | 1971-72          | Big South (NCAA D-I)        |
| Universidad Queens de Charlotte    | Charlotte, Carolina del Norte   | 1857    | Royals       | 1995-96          | 2012-13          | ASUN (NCAA D-I)             |
| Universidad St. Andrews            | Laurinburg, Carolina del Norte  | 1958    | Knights      | 1988-89          | 2011-12          | Appalachian Athletic (NAIA) |
| Universidad de Carolina Occidental | Cullowhee, Carolina del Norte   | 1889    | Catamounts   | 1932-33          | 1968-69          | Southern (NCAA D-I)         |
| Universidad de Wingate             | Wingate, Carolina del Norte     | 1896    | Bulldogs     | 1979-80          | 1988-89          | South Atlantic              |